# Hiró Onoda
Hiró Onoda (19. března 1922 – 16. ledna 2014) byl zpravodajský důstojník japonské císařské armády z období druhé světové války, který se skrýval ve filipínské džungli a kapituloval až v roce 1974. Je tak druhým nejdéle se skrývajícím japonským vojákem (o půl roku déle se skrýval vojín Teruo Nakamura, který však byl japonským koloniálním vojákem – tchajwanským domorodcem, proto mu japonská ani západní média nevěnovala tolik pozornosti).
Poručík Onoda a další tři vojáci pokračovali v partyzánské válce i po japonské kapitulaci. Několikrát sice objevili letáky psané v japonštině oznamující kapitulaci, považovali je však za americký padělek; pouze jeden voják ze skupiny jim uvěřil a v roce 1949 se vzdal. Ostatní tři nadále prováděli sabotáže a přepadali filipínská obydlí, přičemž dva z japonských vojáků byli zastřeleni filipínskou policií a naživu zůstal pouze Onoda. Existence skupiny proto byla známá dokonce i v Japonsku a v roce 1974 se japonský dobrodruh Norio Suzuki rozhodl Onodu vypátrat a kontaktovat (jeho dalším cílem bylo vypátrat Yettiho). To se mu skutečně podařilo, ale Onoda se vzdal až svému bývalému veliteli, který osobně přicestoval na Filipíny, oblékl si svou starou uniformu a propustil Onodu ze služby. Během doby, kdy se skrývala v džungli, Onodova skupina zabila asi třicet Filipínců, policistů i civilistů. Vzhledem k okolnostem mu ale prezident Ferdinand Marcos udělil milost.

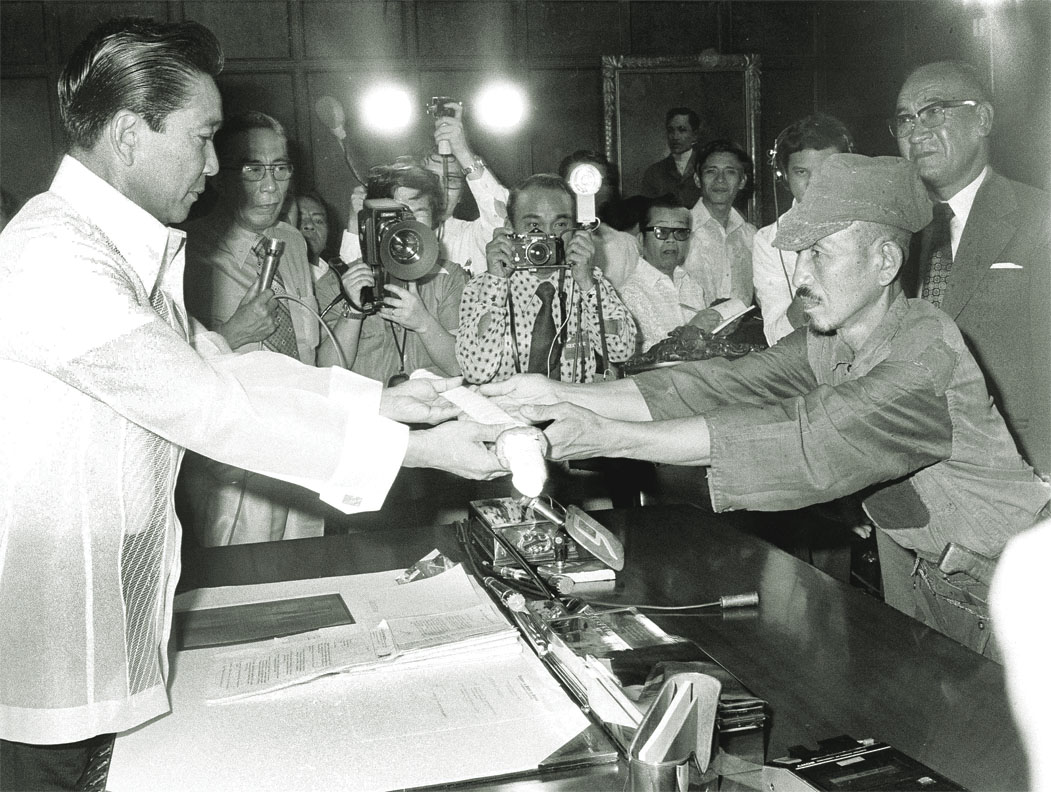
Na znamení kapitulace předal Onoda filipínskému prezidentu Marcosovi svůj důstojnický meč (zabalený do bílé látky). Prezident přijal Onodovu omluvu za škody, které během svého třicetiletého boje na Lubangu způsobil, a meč po chvíli vrátil.